# Slohokej Liga
Slohokej Liga var en europeisk internationell ishockeyliga. Lagen kom från Slovenien, Kroatien och Serbien. Några lag var farmarlag till klubbar i Österrikiska ishockeyligan. Flera slovenska lag använde ligan för att ge matchträning för unga slovenska spelare, och deras spelartrupp dominerades därför av spelare yngre än 21 år.

## Mästare
| Säsong    | Etta     | Tvåa     |
| --------- | -------- | -------- |
| 2009/2010 | Maribor  | Partizan |
| 2010/2011 | Partizan | Olimpija |
| 2011/2012 | Partizan | Olimpija |